# هولي تاكر
هولي تاكر (بالإنجليزية: Holly Tucker)‏ هي كاتبة غنائية أمريكية، ولدت في 1993 في واكو في الولايات المتحدة.